# Nephodia chiapensis
Nephodia chiapensis är en fjärilsart som beskrevs av Hoffmann 1934. Nephodia chiapensis ingår i släktet Nephodia och familjen mätare. Inga underarter finns listade i Catalogue of Life.